# 加迪西耶湖

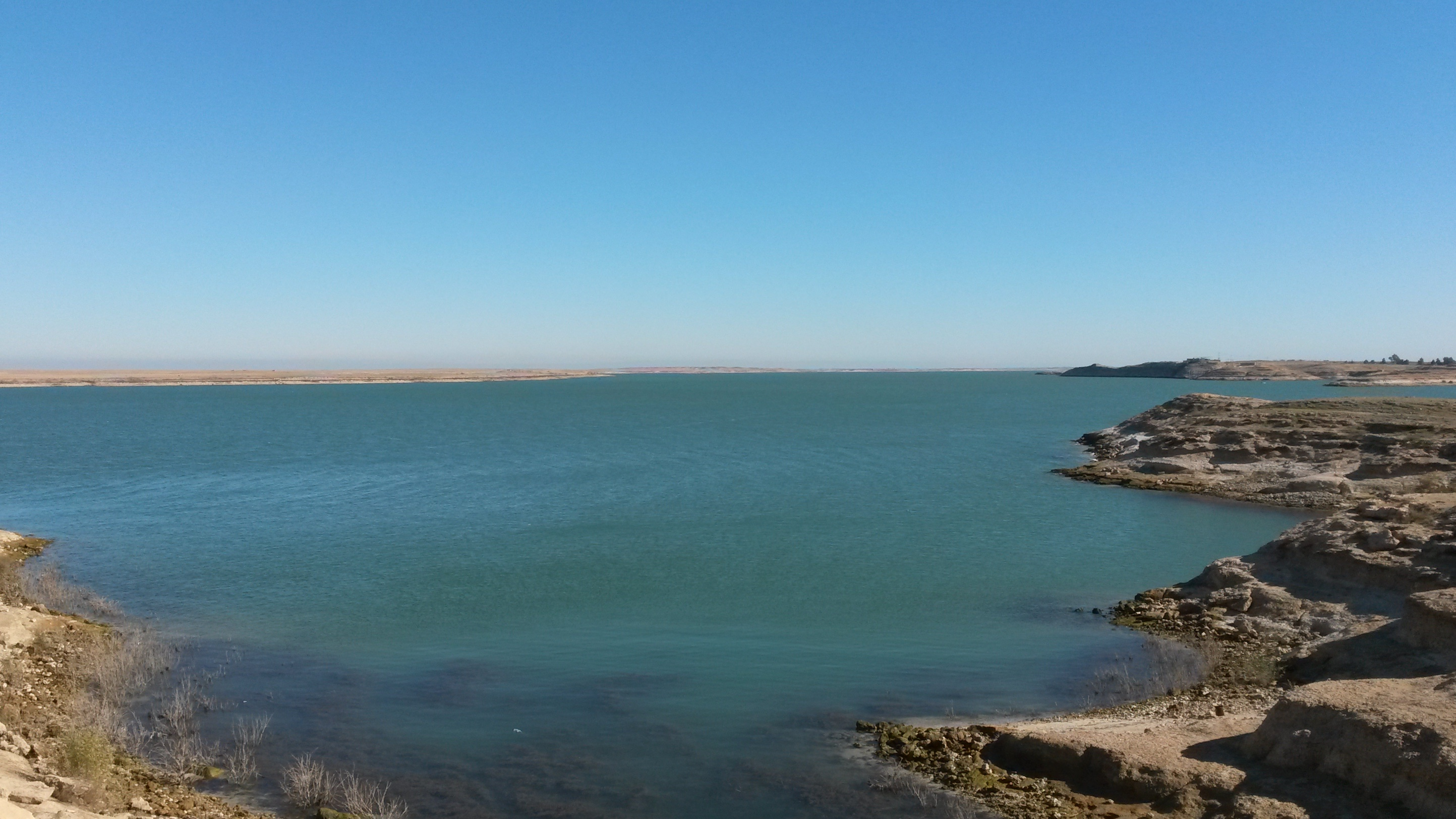
加迪西耶湖

加迪西耶湖（阿拉伯语：‎）是伊拉克安巴尔省的一个水库，由哈迪塞大坝截留幼发拉底河而形成。其位于哈迪塞大坝北侧，湖岸线长约100（62英里），为附近农田提供灌溉水源。
2006年12月3日，美国海军陆战队第3航空联队的一架CH-46海骑士直升机在加迪西耶湖紧急降落，导致机上16人中的4人溺亡。